# Maria de Melo Furtado Caldeira Giraldes de Bourbon

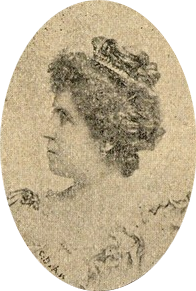
A Condessa de Proença-a-Velha

Maria de Melo Furtado Caldeira Giraldes de Bourbon (8 de Junho de 1864 – 29 de Janeiro de 1944). Foi uma figura de grande relevo no meio artístico nacional, com obras no campo da escrita e da música, área na qual merecem destaque as obras: Ecos do Passado, Melodias Dispersas, Cânticos Religiosos, Os Nossos Poetas e As Minhas Asas, entre outras. Usava o pseudónimo M. Grisalde, um anagrama de Giraldes.
Casou-se em 10 de Agosto de 1856 com João Filipe Osório Menezes Pita, 2.º conde de Proença-a-Velha, formado em Direito pela Universidade de Coimbra. Por contração de seu matrimónio, Maria de Melo tornou-se 2.ª condessa consorte de Proença-a-Velha.
Entre os filhos da condessa de Proença, três vieram a ser titulares de títulos nobiliárquicos, nomeadamente:
- Luís de Melo Osório de Menezes Pita, 3.º conde de Proença-a-Velha;
- João Filipe de Melo Osório de Menezes Pita, 4.º marquês da Graciosa; e
- Francisco de Melo Osório de Menezes Pita, 2.º conde da Foz do Arouce.

Filha de Francisco Augusto Furtado de Mesquita Paiva Pinto, 1.º conde de Foz de Arouce, e de Maria Joana de Bourbon Melo Giraldes de Sampaio Pereira.
Era a condessa amante do fado de Coimbra, para o qual musicou alguns poemas e era especial apreciadora de nomes como Alexandre Rezende e António Menano. Ficaram famosos os serões musicais e artísticos, passados nas casas dos condes de Proença-a-Velha.